# Rosa 'Pinkie'
'Pinkie' (el nombre del obtentor registrado de 'Pinkie'® ), es un cultivar de rosa que fue conseguido en California en 1947 por el rosalista estadounidense Herb Swim.

## Descripción
'Pinkie' es una rosa moderna cultivar del grupo Polyantha Floribunda.
El cultivar procede del cruce de 'China Doll' x Desconocido.
Las formas arbustivas del cultivar tienen porte pequeño erguido y alcanza 30 cm de alto. Las hojas son de color verde oscuro, brillante, con siete foliolos. Follaje coriáceo.
Sus delicadas flores de color rosa brillante. Fragancia fuerte. Rosa de diámetro de 2.25" 16 pétalos. La flor con forma amplia, media semi doble con 9 a 16 pétalos, en grandes manojos conglomerados, forma flor ahuecada en forma de taza. 
Florece en oleadas a lo largo de la temporada. Primavera o verano son las épocas de máxima floración, si se le hacen podas más tarde tiene después floraciones dispersas.

## Origen
El cultivar fue desarrollado en California por el prolífico rosalista estadounidense Herb Swim en 1947. 'Pinkie' es una rosa híbrida triploide con ascendentes parentales de 'China Doll' x Desconocido.
El obtentor fue registrado bajo el nombre cultivar de 'Pinkie'® por Herb Swim en 1947 y se le dio el nombre comercial de exhibición 'Pinkie'™.
- La rosa fue creada por Herb Swim en California antes de 1947. La rosa 'Pinkie' fue introducida en Estados Unidos en 1947 con la patente "United States - Patent No: PP 712".[1]

## Premios y galardones
- All-America Rose Selections 1948.

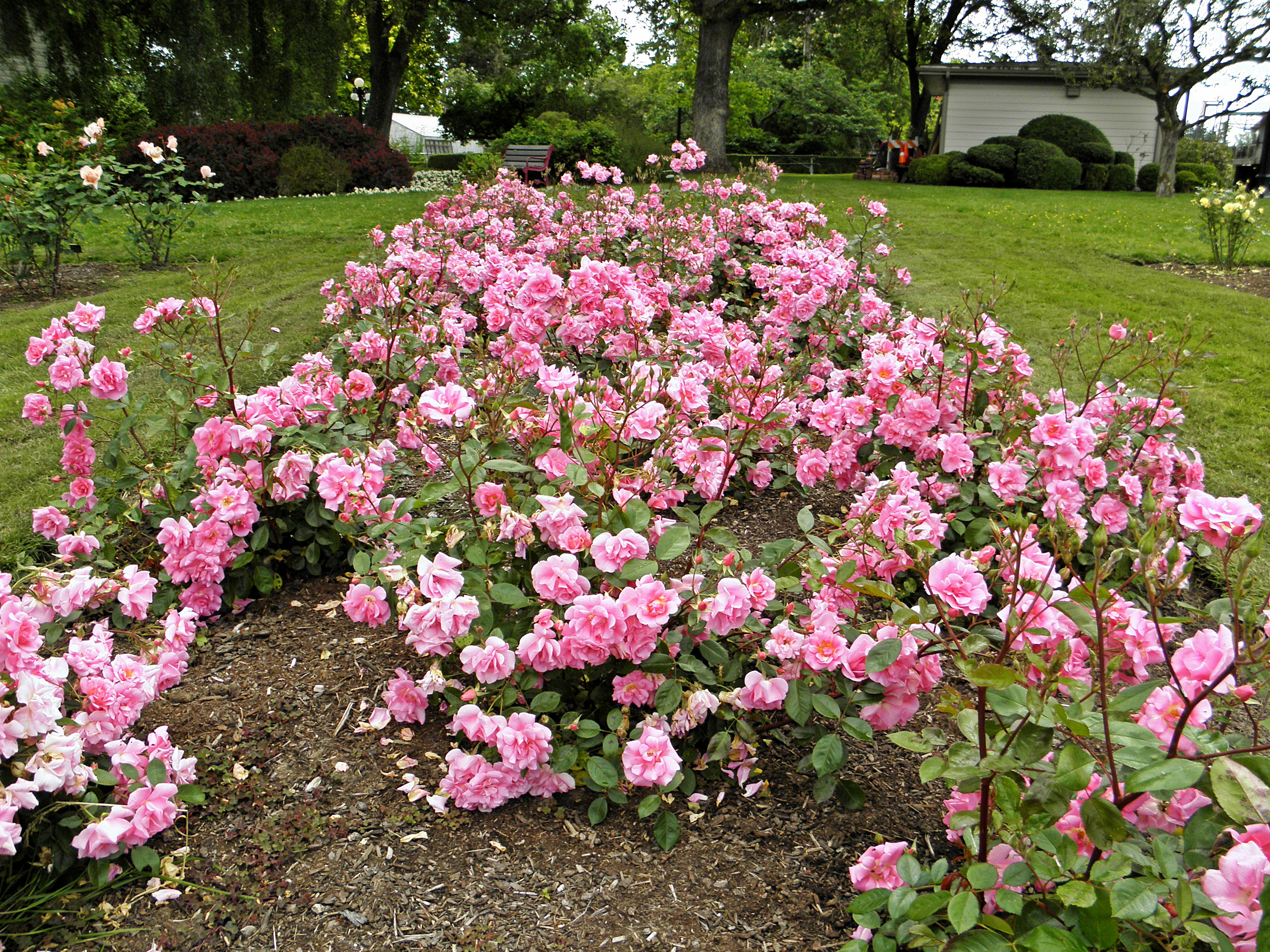
'Pinkie'.
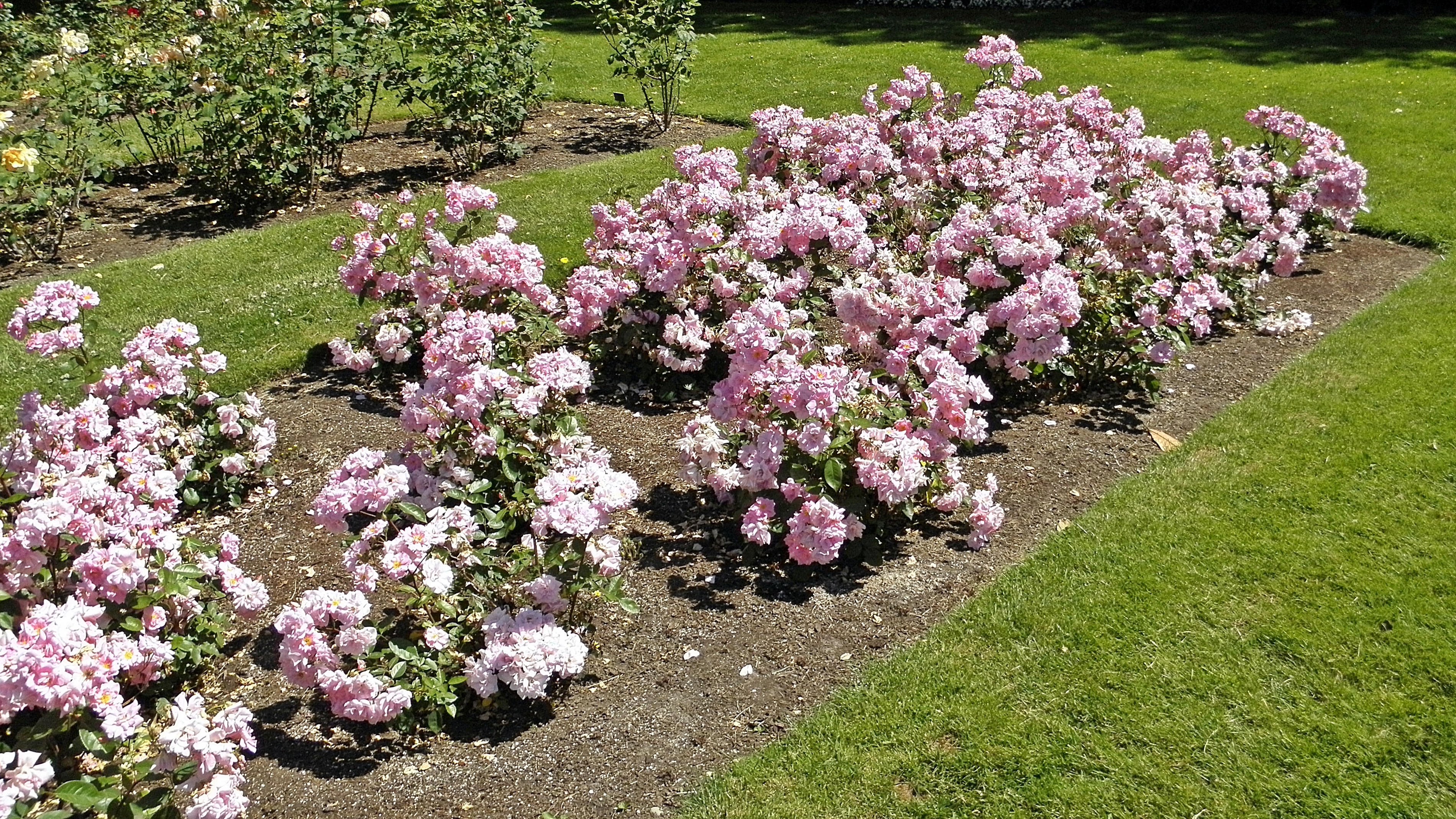
'Pinkie'. En el Bush's Pasture Park Rose Garden en Salem (Oregón).

## Cultivo
Aunque las plantas están generalmente libres de enfermedades, es posible que sufran de punto negro en climas más húmedos o en situaciones donde la circulación de aire es limitada.
Las plantas toleran media sombra, a pesar de que se desarrollan mejor a pleno sol. En América del Norte son capaces de ser cultivadas en USDA Hardiness Zones 6b a 9b. La resistencia y la popularidad de la variedad han visto generalizado su uso en cultivos en todo el mundo.
Puede ser utilizado para las flores cortadas, borduras, contenedores o jardín cubresuelos. Vigorosa. En la poda de Primavera es conveniente retirar las cañas viejas y madera muerta o enferma y recortar cañas que se cruzan. En climas más cálidos, recortar las cañas que quedan en alrededor de un tercio. En las zonas más frías, probablemente hay que podar un poco más que eso. Requiere protección contra la congelación de las heladas invernales.